# Carpobrotus edulis
Carpobrotus edulis là một loài thực vật có hoa trong họ Phiên hạnh. Loài này được (L.) N.E.Br. mô tả khoa học đầu tiên năm 1926.